# Województwo białostockie (1975–1998)

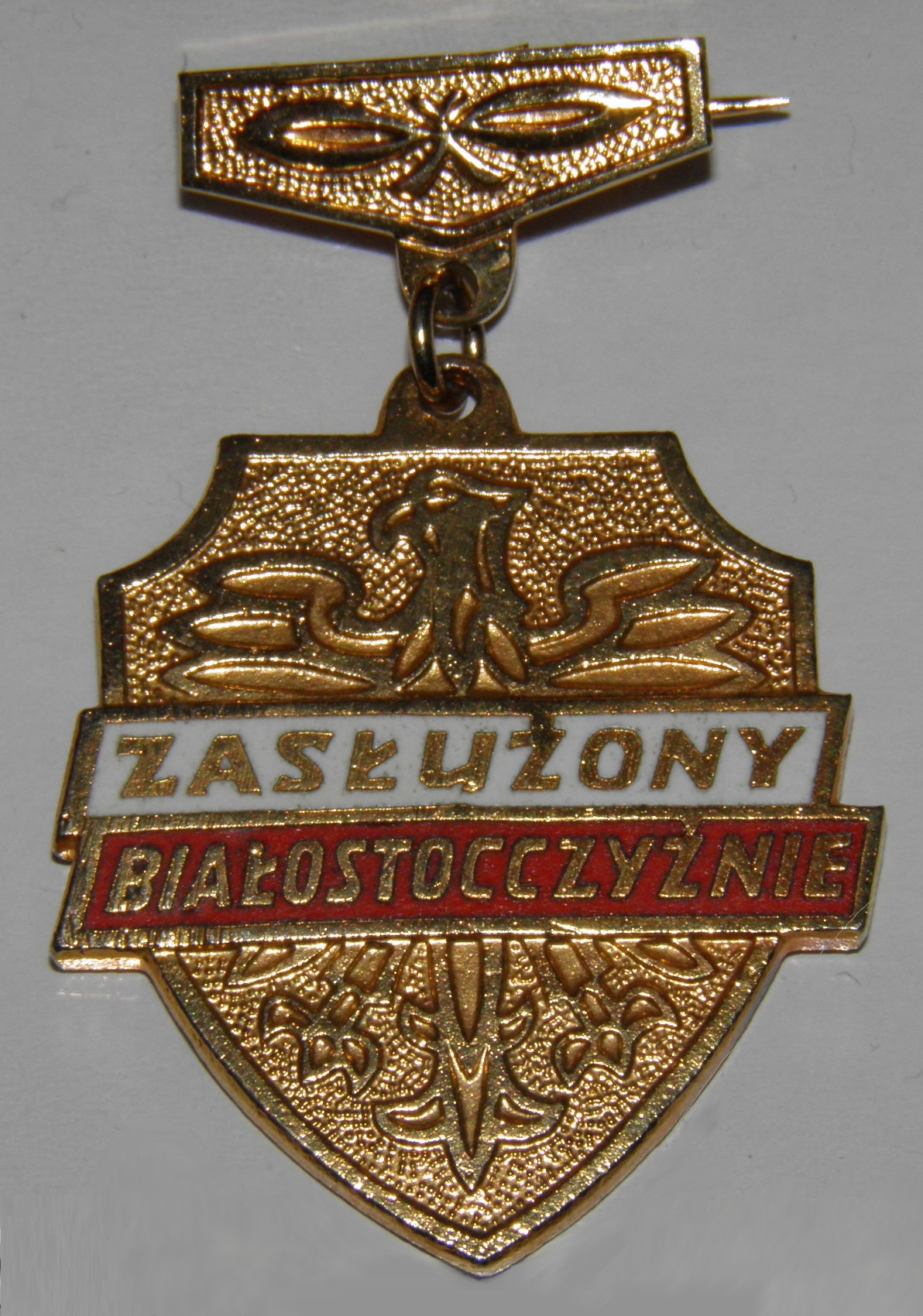
Złota Odznaka honorowa „Zasłużony Białostocczyźnie”

Województwo białostockie – jedno z 49 województw istniejących w latach 1975–1998, położone w północno-wschodniej Polsce.
W 1975 r. dotychczasowe województwo białostockie podzielono pomiędzy 3 mniejsze województwa: białostockie, łomżyńskie i suwalskie.
Obszar województwa wynosił 10 055 km² (4 miejsce), a jego ludność w 1994 r. ok. 700 000 mieszkańców. Podzielone było na 20 miast i 50 gmin. Graniczyło z 4 województwami: suwalskim, łomżyńskim, siedleckim i bialskopodlaskim oraz do 1991 r. z ZSRR (Białoruską SRR), później z niepodległą Białorusią. W 1999 roku teren województwa w całości wszedł w skład województwa podlaskiego ze stolicą w Białymstoku.

## Urzędy Rejonowe
- Urząd Rejonowy w Białymstoku dla gmin: Choroszcz, Czarna Białostocka, Dobrzyniewo Kościelne, Gródek, Juchnowiec Dolny, Łapy, Michałowo, Poświętne, Supraśl, Suraż, Turośń Kościelna, Tykocin, Wasilków i Zabłudów oraz miasta Białystok
- Urząd Rejonowy w Bielsku Podlaskim dla gmin: Bielsk Podlaski, Boćki, Brańsk, Orla, Rudka i Wyszki oraz miast Bielsk Podlaski i Brańsk
- Urząd Rejonowy w Hajnówce dla gmin: Białowieża, Czeremcha, Czyże, Dubicze Cerkiewne, Hajnówka, Kleszczele, Narew i Narewka oraz miasta Hajnówka
- Urząd Rejonowy w Mońkach dla gmin: Jasionówka, Jaświły, Knyszyn, Krypno i Mońki
- Urząd Rejonowy w Siemiatyczach dla gmin: Drohiczyn, Dziadkowice, Grodzisk, Mielnik, Milejczyce, Nurzec-Stacja i Siemiatycze oraz miasta Siemiatycze
- Urząd Rejonowy w Sokółce dla gmin: Dąbrowa Białostocka, Janów, Korycin, Krynki, Kuźnica, Nowy Dwór, Sidra, Sokółka, Suchowola i Szudziałowo

## Miasta
Ludność 31 grudnia 1998 r.
| - Białystok – 283 937 - Bielsk Podlaski – 27 594 - Hajnówka – 24 170 - Łapy – 23 320 - Sokółka – 20 096 - Siemiatycze – 15 632 - Mońki – 10 990 - Czarna Białostocka – 10 013 - Wasilków – 8 900 - Dąbrowa Białostocka – 6 200 | - Choroszcz – 5 400 - Supraśl – 4 600 - Brańsk – 3 800 - Knyszyn – 2 900 - Zabłudów – 2 400 - Suchowola – 2 300 - Drohiczyn – 2 100 - Tykocin – 1 900 - Kleszczele – 1 400 - Suraż – 1 000 |

## Ludność w latach
| Rok                    | Liczba mieszkańców |
| ---------------------- | ------------------ |
| 1975 (31 grudnia)      | 618 tys.           |
| 1976 (31 grudnia)      | 621,8 tys.         |
| 1977 (31 grudnia)      | 626,4 tys.         |
| 1978 (spis powszechny) | 630 764            |
| 1978 (31 grudnia)      | 630,8 tys.         |
| 1979 (31 grudnia)      | 636,5 tys.         |
| 1980 (31 grudnia)      | 641,1 tys.         |
| 1983 (31 grudnia)      | 660 tys.           |
| 1985 (31 grudnia)      | 671,6 tys.         |
| 1986                   | 676,2 tys.         |
| 1987                   | 679,9 tys.         |
| 1988                   | 684,5 tys.         |
| 1989 (31 grudnia)      | 690,3 tys.         |
| 1990 (30 czerwca)      | 691,7 tys.         |
| 1990 (31 grudnia)      | 692,8 tys.         |
| 1991 (31 grudnia)      | 695,2 tys.         |
| 1992 (31 grudnia)      | 697,9 tys.         |
| 1993 (30 czerwca)      | 698,4 tys.         |
| 1994 (31 grudnia)      | 700,1 tys.         |
| 1995 (30 czerwca)      | 700,1 tys.         |
| 1995 (31 grudnia)      | 700,7 tys.         |
| 1997 (31 grudnia)      | 701,7 tys.         |